# Lijst van voetbalinterlands Duitse Democratische Republiek - Engeland
Deze lijst van voetbalinterlands is een overzicht van alle officiële voetbalwedstrijden tussen de nationale teams van de Duitse Democratische Republiek en Engeland. De landen speelden in totaal vier keer tegen elkaar. De eerste ontmoeting, een vriendschappelijke wedstrijd, werd gespeeld in Leipzig op 2 juni 1963. Het laatste duel, eveneens een vriendschappelijke wedstrijd, vond plaats op 12 september 1984 in Londen.

## Wedstrijden
| № | Plaats  | Datum             | Competitie        | Wedstrijd                                 | Uitslag |
| - | ------- | ----------------- | ----------------- | ----------------------------------------- | ------- |
| 1 | Leipzig | 2 juni 1963       | Vriendschappelijk | Duitse Democratische Republiek – Engeland | 1 – 2   |
| 2 | Londen  | 25 november 1970  | Vriendschappelijk | Engeland – Duitse Democratische Republiek | 3 – 1   |
| 3 | Leipzig | 29 mei 1974       | Vriendschappelijk | Duitse Democratische Republiek – Engeland | 1 – 1   |
| 4 | Londen  | 12 september 1984 | Vriendschappelijk | Engeland – Duitse Democratische Republiek | 1 – 0   |

## Samenvatting
| Competitie        | Totaal gespeeld | Winst DDR | Gelijk | Winst Engeland | Doelsaldo DDR – Engeland |
| ----------------- | --------------- | --------- | ------ | -------------- | ------------------------ |
| Vriendschappelijk | 4               | 0         | 1      | 3              | 3 − 7                    |
| Totaal            | 4               | 0         | 1      | 3              | 3 − 7                    |

Wedstrijden bepaald door strafschoppen worden, in lijn met de FIFA, als een gelijkspel gerekend.

## Details

### Eerste ontmoeting
| Vriendschappelijk (Leipzig, Duitse Democratische Republiek, 2 juni 1963):                                                                                                |              | |
| Duitse Democratische Republiek | 1 – 2        | Engeland |
| Peter Ducke 24' | goals        | 45' Roger Hunt 70' Bobby Charlton |
| Károly Sós | bondscoach   | Alf Ramsey |
| Harald Fritzsche Klaus Urbanczyk Werner Heine Hans-Dieter Krampe Manfred Kaiser Kurt Liebrecht Rainer Nachtigall Henning Frenzel Peter Ducke Jürgen Nöldner Roland Ducke | opstellingen | Gordon Banks James Armfield Ray Wilson Gordon Milne Maurice Norman Bobby Moore Terry Paine Roger Hunt Bobby Smith George Eastham Bobby Charlton |

### Tweede ontmoeting
| Vriendschappelijk (Londen, Verenigd Koninkrijk, 25 november 1970):                                                                         |              | |
| Engeland | 3 – 1        | Duitse Democratische Republiek |
| Francis Lee 12' Martin Peters 21' Allan Clarke 63'                                                                                         | goals        | 27' Eberhard Vogel |
| Alf Ramsey | bondscoach   | Georg Buschner |
| Peter Shilton Emlyn Hughes Terry Cooper Alan Mullery David Sadler Francis Lee Bobby Moore Alan Ball Geoff Hurst Allan Clarke Martin Peters | opstellingen | Jürgen Croy Peter Rock Lothar Kurbjuweit Klaus Sammer Frank Ganzera 79' Michael Strempel Harald Irmscher Helmut Stein Hans-Jürgen Kreische Peter Ducke Eberhard Vogel |
| | wissels      | 79' Henning Frenzel |
| - Debuut van doelman Peter Shilton (Leicester City) voor Engeland.                                                                         |              | |

### Derde ontmoeting
| Vriendschappelijk (Leipzig, Duitse Democratische Republiek, 29 mei 1974): |              | |
| Duitse Democratische Republiek | 1 – 1        | Engeland |
| Joachim Streich 66' | goals        | 68' Mick Channon |
| Georg Buschner | bondscoach   | Joe Mercer |
| Jürgen Croy Bernd Bransch Joachim Fritsche Konrad Weise Siegmar Wätzlich Harald Irmscher Jürgen Sparwasser Jürgen Pommerenke Wolfram Löwe Joachim Streich Eberhard Vogel 60' | opstellingen | Ray Clemence Emlyn Hughes Alec Lindsay Colin Todd David Watson Martin Dobson Kevin Keegan Mick Channon Frank Worthington Colin Bell Trevor Brooking |
| Martin Hoffmann 60' | wissels      | |

### Vierde ontmoeting
| Vriendschappelijk (Londen, Verenigd Koninkrijk, 12 september 1984):                                                                                      |              | |
| Engeland | 1 – 0        | Duitse Democratische Republiek |
| Bryan Robson 82' | goals        | |
| Bobby Robson | bondscoach   | Bernd Stange |
| Peter Shilton Mike Duxbury Kenny Sansom Steve Williams Mark Wright Terry Butcher Bryan Robson Ray Wilkins Paul Mariner 80' Tony Woodcock 80' John Barnes | opstellingen | René Müller Hans-Jürgen Dörner Ronald Kreer Dirk Stahmann Uwe Zötzsche Matthias Liebers Rainer Troppa 89' Rainer Ernst Wolfgang Steinbach 76' Joachim Streich Ralf Minge |
| Trevor Francis 80' Mark Hateley 80' | wissels      | 76' Hans Richter 89' Jürgen Raab |